# Ciudad de la Costa
Ciudad de la Costa est la troisième plus grande ville d'Uruguay en 2023, siège d'une municipalité du département de Canelones, située au sud de l'Uruguay sur les rives du Rio de la Plata. C'est une station balnéaire faisant partie de la Costa de Oro del Uruguay d'où commence la route inter-balnéaire.
La ville est traversée par le pont suspendu des Amériques et a vu la réalisation de l'Aéroport international de Carrasco sur son territoire.
Elle fait partie intégrante de l'aire métropolitaine de Montevideo dont elle prolonge le front d'urbanisation à l'est et le long du littoral du río de la Plata. Elle est la deuxième ville de la métropole se situant très loin après la capitale, Montevideo, et la troisième ville d'Uruguay approchant les 100 000 habitants, se situant juste après Salto, deuxième ville du pays.

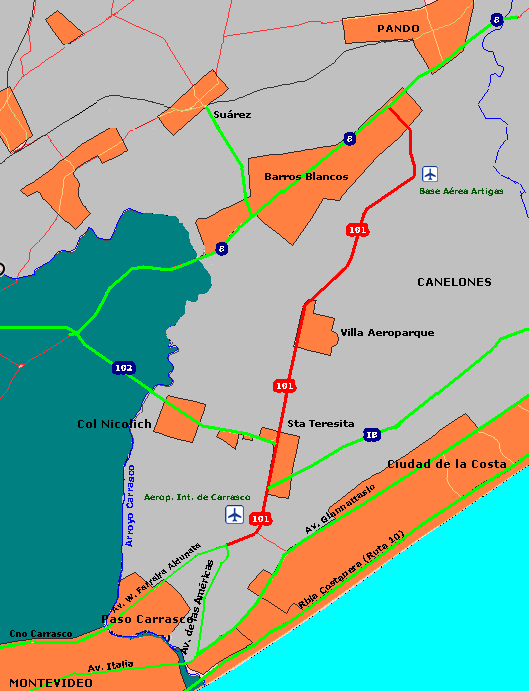
Situation de Ciudad de la Costa sur la carte urbaine de la partie nord-est de la métropole de Montevideo.

## Histoire
La ville fut fondée officiellement le 19 octobre 1994.

## Géographie
Ciudad de la Costa est la banlieue balnéaire et littorale est de l'aire urbaine de Montevideo.

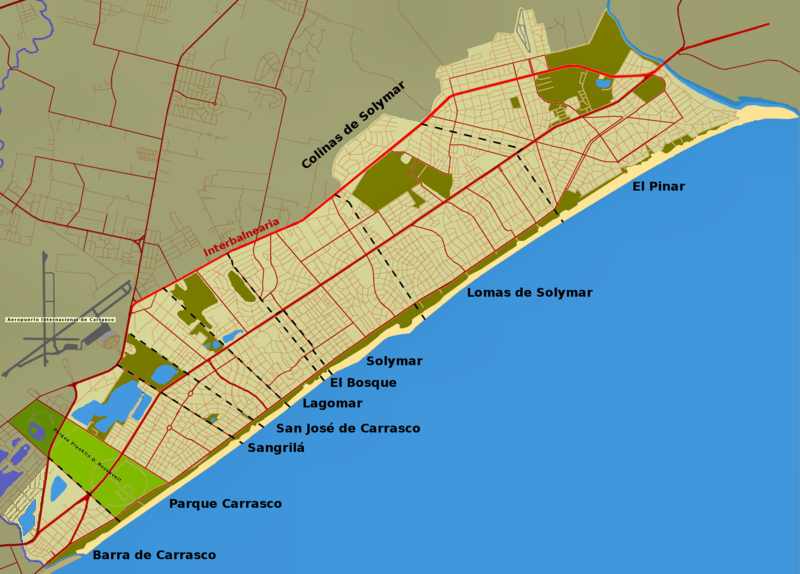
Carte de Ciudad de la Costa.

De par sa proximité de la capitale et par son long rivage sur l'océan Atlantique, Ciudad de la Costa est avant tout une grande cité résidentielle et balnéaire. Elle est de loin la ville la plus importante du département de Canelones.
La ville borde une longue plage de sable qui s'étire sur 18 kilomètres de longueur le long du vaste estuaire du Rio de la Plata.
Elle forme une ville de banlieue moderne dotée d'équipements administratifs, éducatifs et commerciaux contemporains 

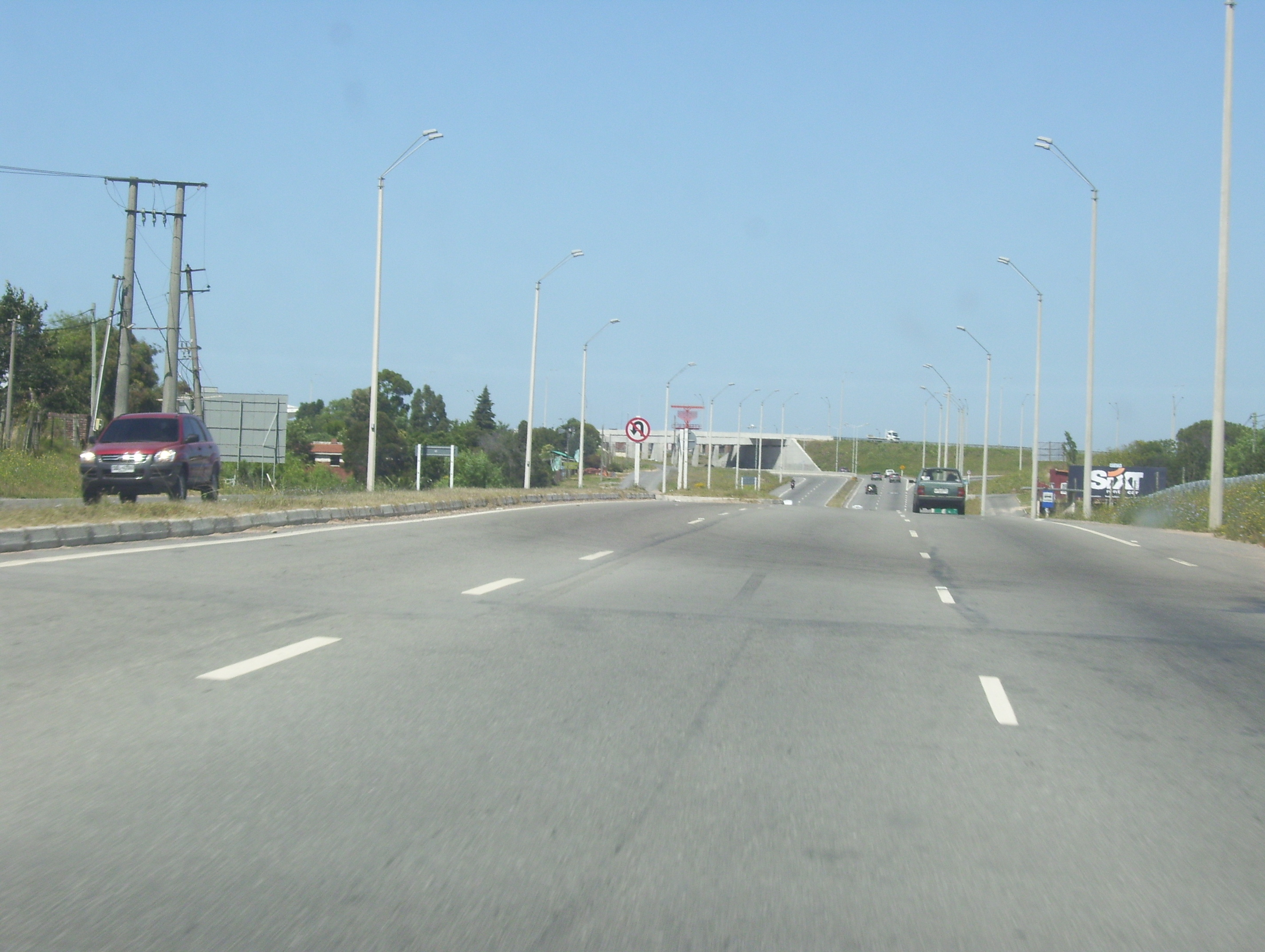
La Route Interbalneaire, dans la zone nord de la ville.

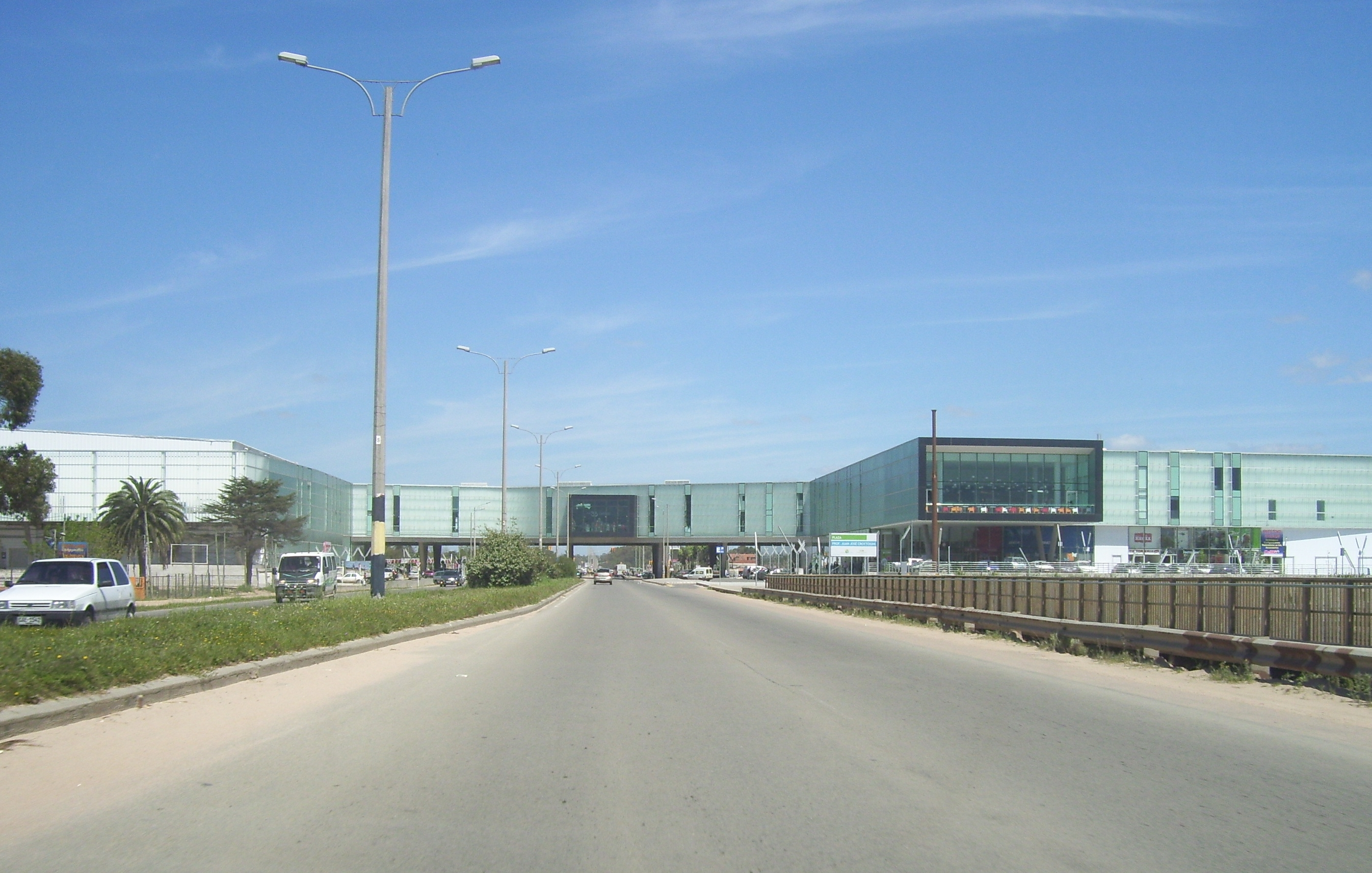
L'Avenue Giannattasio, le Centre administratif et le centre commercial Costa Urbana Shopping.

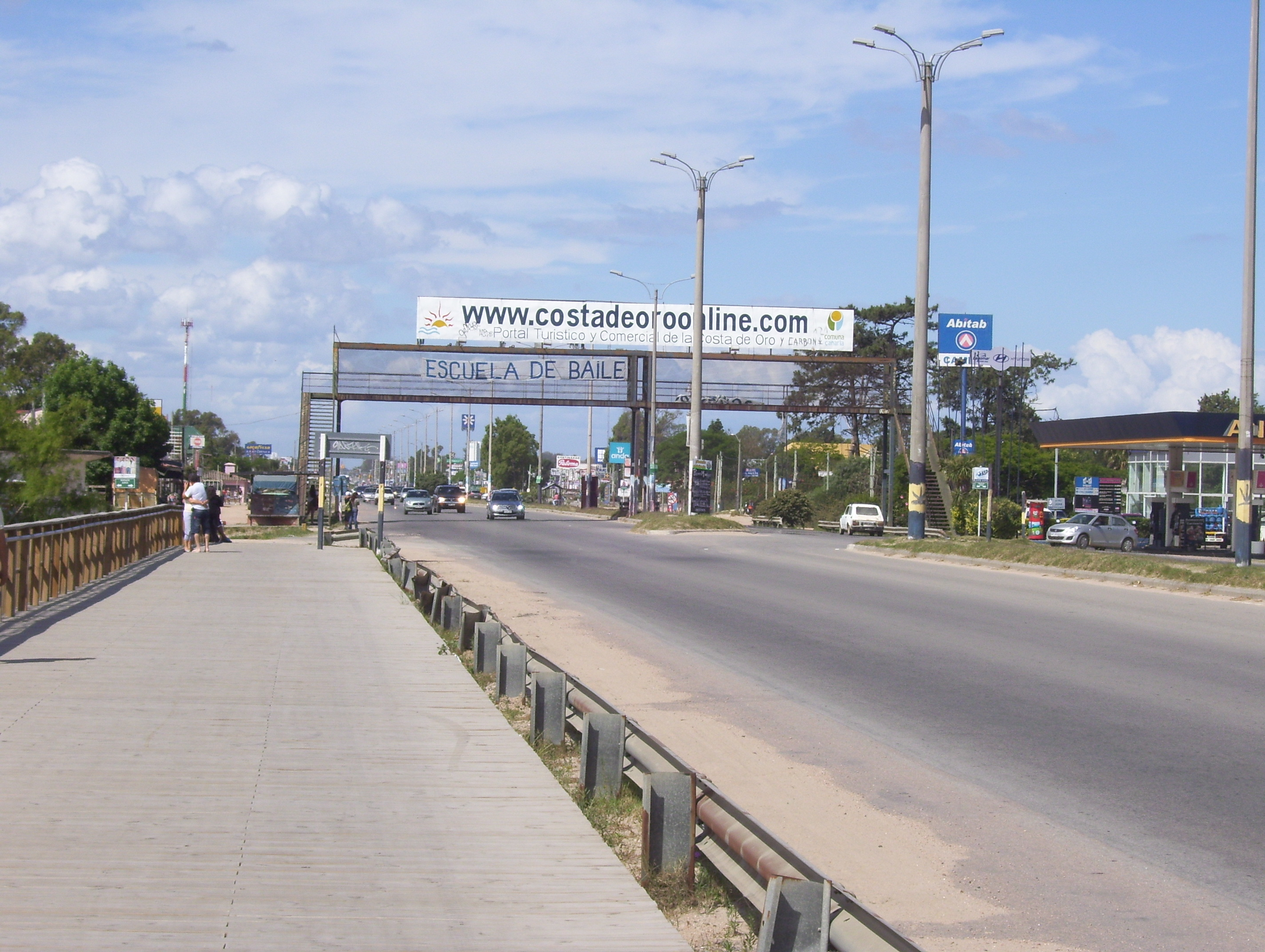
La longue Avenue Giannattasio dans le quartier de Lagomar.

## Population
La démographie a fortement augmenté durant ces dernières décennies, faisant de Ciudad de la Costa la deuxième municipalité la plus peuplée de l'Uruguay.
Mais, en fait, parmi les villes de l'Uruguay, elle est la troisième ville du pays se situant très loin derrière la capitale, Montevideo, et après  Salto.
La population totale de sa municipalité est de 113 257 habitants en 2011 dont 96 684 habitants pour la ville "intra-muros",.
| Année | Population |
| ----- | ---------- |
| 1996  | 66 402     |
| 2004  | 83 888     |
| 2011  | 113 257    |

Références Instituto Nacional de Estadística de Uruguay, :

## Gouvernement
Le maire (alcalde) de la ville est Omar Rodríguez (Front large).

## Relations internationales

### Jumelages
La ville de Ciudad de la Costa est jumelée avec les villes suivantes :
- Hollywood (Floride), États-Unis